# Além do Espelho
Além do Espelho é o álbum de estreia do cantor Kim, lançado em 1990 pela gravadora Pioneira Evangélica. É um trabalho de música pop que, do ponto letrista, também traz canções românticas.

## Faixas
(Todas as músicas por Kim, exceto onde anotado)
Lado A
1. Sempre vou te Amar
2. Queria Eu
3. Todo Amor
4. S.O.S. pela Vida (Kim e Adilson)

Lado B
1. Luz Preciosa (Kim e Cézar)
2. Além do Espelho
3. Tudo que vem de você (Kim, Cézar e Antônio Jorge)
4. Fim do túnel
5. Longe